# Aeropuerto 79: Concorde
Aeropuerto 79: Concorde (The Concorde: Airport '79, titulada en inglés; o Aeropuerto 80, en Gran Bretaña) es una película de 1979 del género de desastres dirigida por David Lowell Rich, producida por Jennings Lang (productor de Aeropuerto 77 y Terremoto) y protagonizada por Alain Delon, George Kennedy, David Warner y Susan Blakely. 
Es la secuela de la película Aeropuerto 77, y la cuarta y última parte de la tetralogía Aeropuerto.

## Argumento
Un Jet Supersónico Concorde adquirido por una empresa estadounidense, efectúa un vuelo Washington - París - Moscú. Durante el trayecto sufrirá un atentado con un misil hacia París y un sabotaje al dirigirse a Moscú, entrelazando varias historias de algunos pasajeros.

## Reparto
- Alain Delon: Capitán Paul Mertrand
- Susan Blakely: Maggie Whelan
- Robert Wagner: Dr. Kevin Harrison
- Sylvia Kristel: Isabelle
- George Kennedy: Joe Patroni
- Eddie Albert: Eli Sands
- Charo: Margarita
- Bibi Andersson: Francine
- John Davidson: Robert Palmer
- Andrea Marcovicci: Alicia Rogov
- Martha Raye: Loretta
- Cicely Tyson: Elaine
- Jimmie Walker: Boisie
- David Warner: Peter O'Neill
- Mercedes McCambridge: Nelli
- Sybil Danning: Amy